# Titus Petronius Secundus
Titus Petronius Secundus est un haut chevalier romain, préfet d'Égypte puis préfet du prétoire à la fin du règne de Domitien. Il participe probablement à la conspiration menant à l'assassinat de celui-ci, et le préfet Casperius Aelianus le fait exécuter un an plus tard.

## Biographie
Son origine n'est pas connue, mais il est peut-être lié à l'ancien préfet d'Égypte Publius Petronius. Il est né vers 40 et devient membre de l'ordre équestre.
Il est préfet d'Égypte, probablement de 92 à 93, à la suite de Marcus Mettius Rufus. Il visite les colosses de Memnon en Haute-Égypte où il laisse une inscription le 14 mars 92,. Une autre inscription à son nom est datée du 7 avril 93, et son nom apparaît également dans deux papyrus,. Marcus Iunius Rufus est probablement son successeur immédiat, à moins que Norbanus ait servi quelques mois entretemps.
Il est ensuite préfet du prétoire de 94 à 96, aux côtés de Norbanus. Ce dernier l'est peut-être quelques mois avant lui, et ils sont tous deux précédés par Casperius Aelianus, qui tombe en disgrâce ou se retire volontairement en 94. Ils sont probablement impliqués dans la conspiration menant à l'assassinat de Domitien, le 18 septembre 96, soit en y prenant une part active, soit en choisissant de ne pas intervenir pour sauver l'empereur.
Après l'accession à l'Empire de Nerva, il est démis de ses fonctions de préfet et autorisé à se retirer hors de Rome. En 97, Nerva rappelle Casperius Aelianus à son poste, lui qui est resté très populaire parmi les prétoriens. Aelianus réclame avec ses soldats la tête des assassins de Domitien et assiège le palais impérial pour capturer les responsables de la mort du dernier des Flaviens, qui n'ont pas été condamnés par le nouvel empereur. Il réussit, malgré l'opposition de l'empereur Nerva, à faire exécuter les meurtriers, dont Petronius,.